# Mela (figlio di Frisso)
Mela (in greco antico: Μέλας?, Mélas), o anche Melanione, è un personaggio della mitologia greca. Fu un argonauta.

## Genealogia
Figlio di Frisso e Calciope e fratello di Argeo, Frontide e  Citissoro, fu padre di Iperete avuto da Euriclea (figlia di Atamante) o da Temisto . 
 Pausania gli attribuisce anche un quarto fratello di nome Presbone.

## Mitologia
Insieme ai suoi fratelli fece naufragio al largo della Colchide e fu salvato dagli Argonauti. Riconoscenti i quattro si unirono quindi nella spedizione alla conquista del vello d'oro.
Secondo alcuni morì nella conquista di Ecalia insieme a suo fratello Argeo.
Il Golfo di Saros, conosciuto nell'antichità come "Golfo di Mela", deriverebbe il nome da questo personaggio.